# Johannes zum Sande
Johannes zum Sande (* 4. Januar 1802, Aschendorf; † 6. April 1878, Lingen) war ein deutscher Jurist und Politiker.

## Leben
Johannes zum Sande (mit vollem Taufnamen Johannes Lambertus bzw. Johann Lambert) wurde am 4. Januar 1802 als Sohn des Amtmannes Johann Heinrich Anton zum Sande und dessen Ehefrau Maria Anna geb. Forckenbeck in Aschendorf geboren. Er besuchte von 1812 bis 1817 die Lateinschule in Lingen und studierte danach bis 1820 Jura am dortigen Akademischen Gymnasium. Ab 1820 setzte er sein Studium in Göttingen fort. Er schloss das Studium mit der Promotion zum Dr. jur. ab. Danach war er ab 1824 als Advokat in Aschendorf und ab 1833 als Advokat und Notar in Lingen tätig. Von 1840 bis zu seinem Tod fungierte der Jurist als Senator in Lingen, wobei er als Kämmerer wirkte. Weiterhin verwaltete der Jurist die Kassen verschiedener Institutionen wie dem städtischen Geldinstitut oder die Feuerversicherungskasse. Darüber hinaus war zum Sande ab 1843 Vorstandsmitglied im Lingener Bürgerschützenverein. Vom 18. Mai 1848 bis zum 30. Mai 1849 war er Mitglied der Frankfurter Nationalversammlung für den 22. Wahlkreis des Königreichs Hannover in Lingen. Er war in der Frankfurter Nationalversammlung Mitglied der linksliberal orientierten Fraktion Pariser Hof und stimmte gegen  die Wahl von Friedrich Wilhelm IV. zum Kaiser der Deutschen, dem auch der zweiten emsländische Abgeordneten, der Meppener Matthias Deymann, angehörte. Johannes zum Sande war ein Anhänger der großdeutschen Lösung und des Föderalismus, weswegen er gegen das preußische Erbkaisertum votierte.
Am 27. Mai 1863 wurde ihm von König Georg V. der königlich-hannoversche Guelphen-Orden vierter Klasse verliehen.
Er engagierte sich finanziell stark an der blühenden Lingener Eisenhütte, die allerdings 1874 abbrannte und weitgehend auf Kredit vergrößert wieder errichtet wurde. Nach der Fertigstellung kam es 1877 zu einem Bankenkrach und einem Konjunktureinbruch, den die Hütte nicht überlebte.
Johannes zum Sande war römisch-katholischer Konfession. Mit seiner Ehefrau Auguste Catherine Albertina Ruland (1808–1850) aus Rheine hatte er die vier Söhne Georg (* 1832, Jurist), Maximilian (1837–1909, Mediziner), Alfred (* 1840) und Gustav (* 1843, Jurist). Er starb am 6. April 1878 im Alter von 76 Jahren in Lingen.